# 간사이 공항역
간사이 공항역(일본어: 関西空港駅, かんさいくうこうえき 간사이쿠코에키[*])은 일본 오사카부 센난군 다지리정에 있는 역이다. 간사이 공항 제1여객 터미널 맞은편 건물이다.
중국어: 꽌사이 기장차참 關西機場站 라고 부른다.

## 역 구조
난카이와 서일본 여객철도 모두 섬식 1면 2선의 승강장을 가진 교상역으로 총 2면 4선의 구조를 가지고 있다. 승강장 번호는 서로 통합되어 있어 난카이가 1·2번선, 서일본 여객철도가 3·4번선을 사용한다. 하지만 2층에 있는 개찰구 및 대합실은 양 회사 모두 완전히 분리되어 있다.

### 승강장
| 1 · 2 | ■ 난카이 공항선                                                               | 이즈미사노 · 사카이 · 난바 · 와카야마 시 방면              |
| 3     | ■ 간사이 공항선 간쿠ㆍ기슈지 쾌속및 각역정차는 첫차및 막차때 운행 열차만 사용 | 히네노ㆍ덴노지 · 오사카 · 교바시 방면                      |
| 4     | ■ 간사이 공항선 (간사이 공항 특급 하루카 호) 하루카 열차만 사용               | 히네노ㆍ덴노지 · 신오사카 · 교토 · 마이바라ㆍ가나자와 방면 |

## 역사
- 1994년 6월 15일: 서일본 여객철도 및 난카이 전기 철도 소속으로서 영업을 개시하였다.
- 2018년 9월 4일에 태풍 제비에 떠밀려온 유조선이 육지와 이어지는 연락교에 충돌해 다리가 부서져 운행 중단 및 영업중지가 되었다.
- 2018년 9월 18일 운행 재개

## 사진

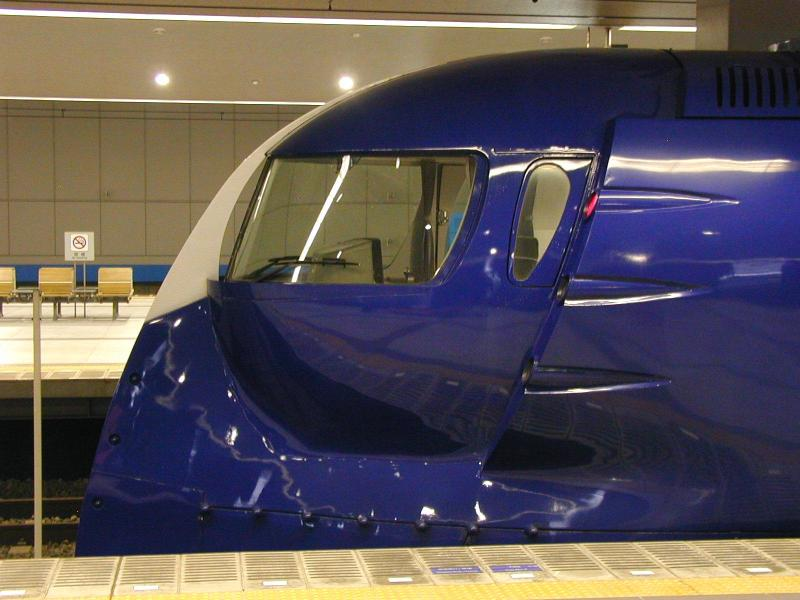
간사이 공항역 플랫폼에 있는 라피트
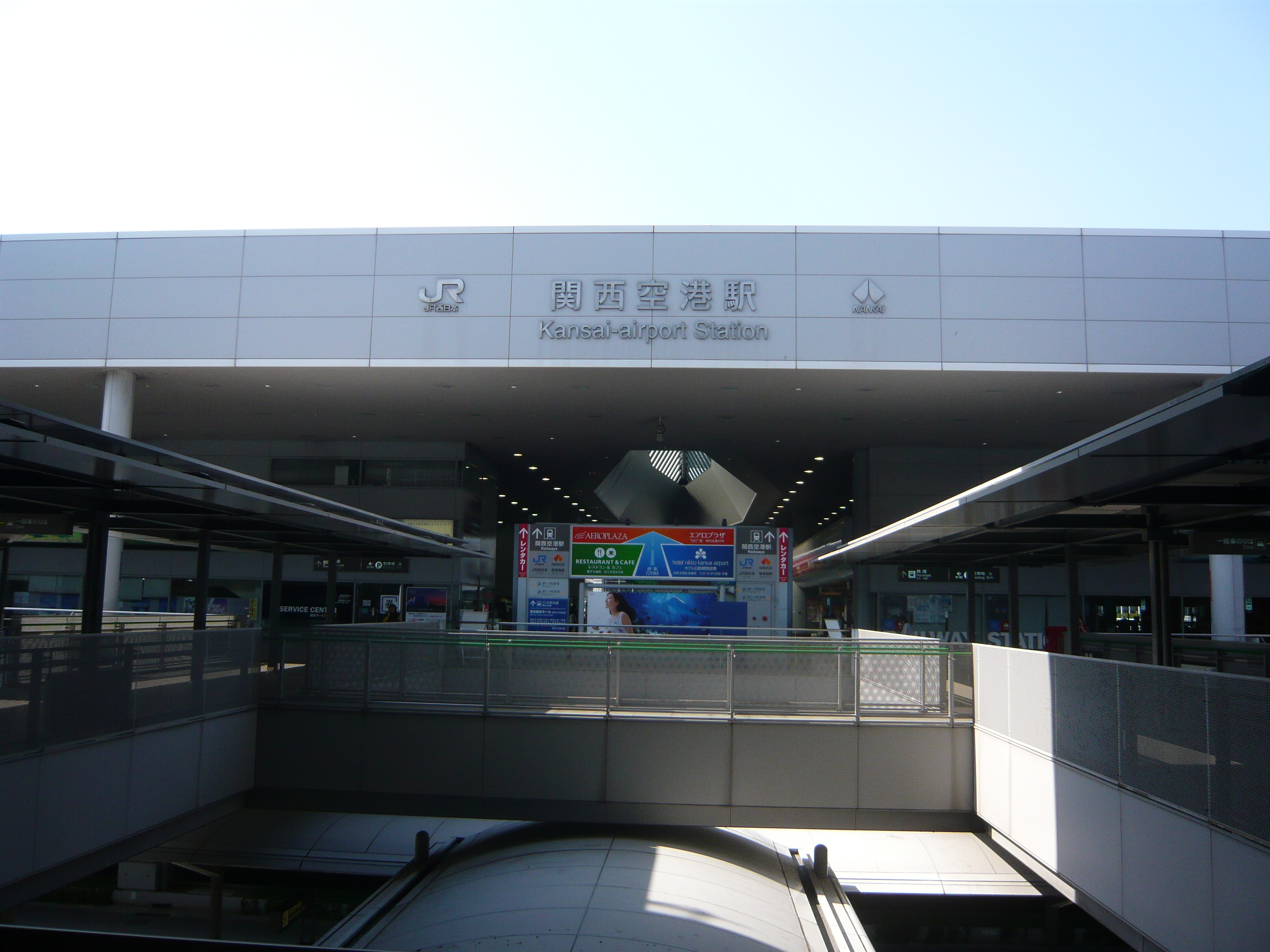
간사이 공항역 출입구
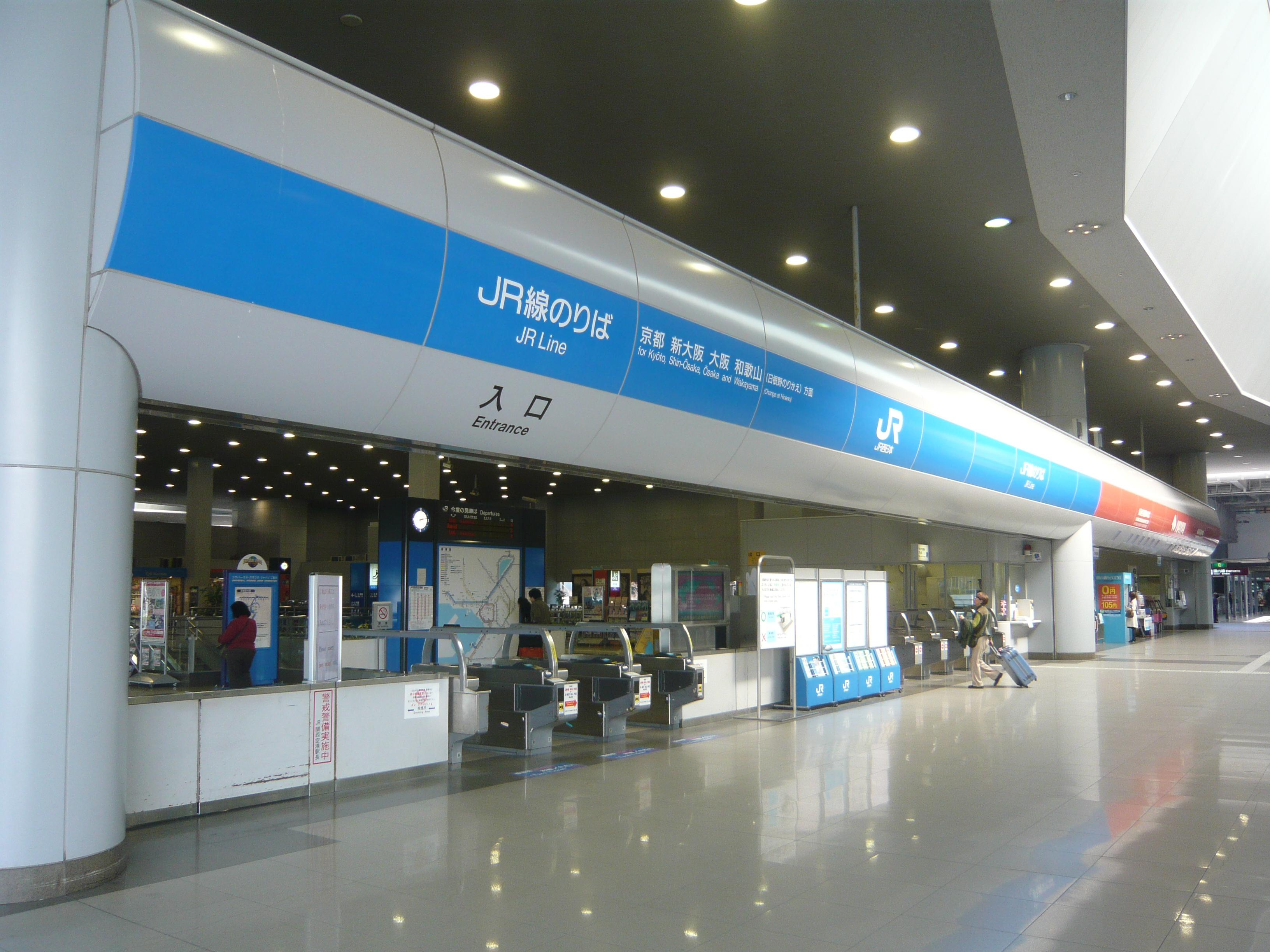
간사이 공항역의 개찰구
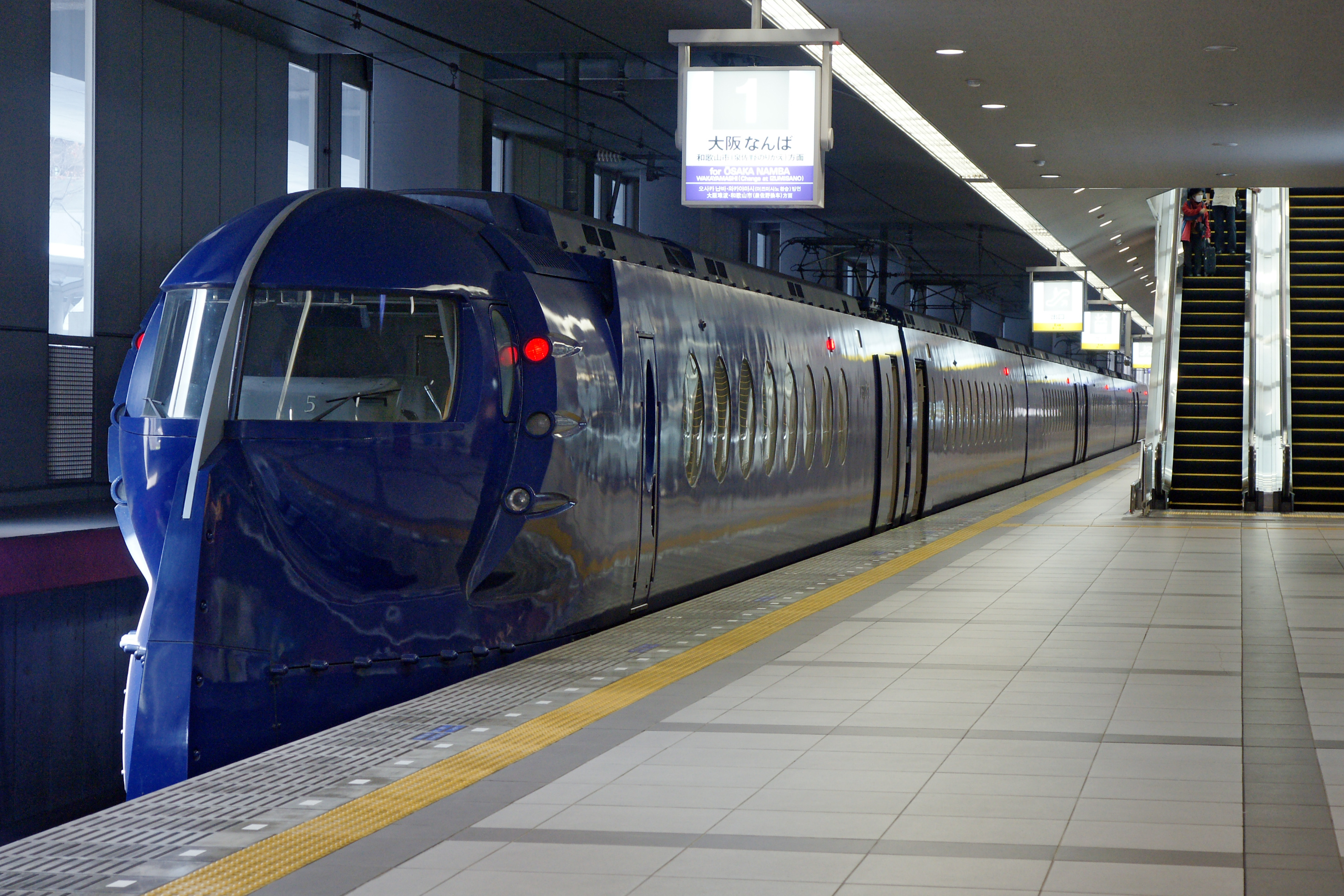
간사이 공항역에 정차한 난카이 전기철도 50000계 전동차

## 인접정차역
| 서일본 여객철도 간사이 공항선 | 서일본 여객철도 간사이 공항선 | 서일본 여객철도 간사이 공항선 |
| ----------------------------- | ----------------------------- | ----------------------------- |
| 린쿠타운 덴노지 방면          | ■ 간사이 공항선               | 시·종착역                     |
| 난카이 전기 철도 공항선       |                               |                               |
| NK31 린쿠타운 난바 방면       | ■ 공항선                      | 시·종착역                     |